# Accidente ferroviario de San Baudilio de Llobregat de 2022
El accidente ferroviario de San Baudilio de Llobregat ocurrió el día 16 de mayo de 2022, en la línea Llobregat-Noya de los Ferrocarriles de la Generalidad de Cataluña, cuando un tren de pasajeros descarriló chocando contra un tren de mercancías que iba en sentido opuesto. Hay un muerto y 86 heridos.
Según la caja negra de la locomotora de mercancías, este iba a una velocidad de 44km/h en la vía cuya máxima velocidad era de 30km/h. Aun así, no está claro si este hecho haya causado el accidente, ya que varios empleados avisaron que la vía donde ocurrió el accidente estaba en mal estado.
Este accidente se ha convertido en el primer accidente con víctimas mortales desde que la Generalidad de Cataluña empezó a gestionar la red.